# Витале, Артуро
Артуро Диодато Витале, барон Понтаджо (итал. Arturo Diodato Vitale di Pontagio; 6 мая 1849, Мельфи — 12 октября 1922, Граньяно) — итальянский поэт.
Родился в семье барона Джовании Витале, провинциального финансового инспектора. Окончил с отличием Лицей имени Джордано Бруно в Маддалони (1864). Поступил на юридический факультет Неаполитанского университета, однако оставил учёбу в 1866 году для того, чтобы принять участие в Третьей войне за независимость. Воевал в Тироле, в том числе в Битве при Бецекке. В это время сдружился с Маттео Ренато Имбриани.
По возвращении с войны обосновался в городе Торре-Аннунциата, в 1869—1900 гг. работал кадастровым инспектором (в основном, в провинции Казерта), в 1871—1873 гг. также преподавал итальянскую литературу в гимназии в Маддалони. Свободное время посвящал литературным занятиям. Публиковал статьи в периодических изданиях под руководством Матильды Серао. Сочинял стихи любовного и патриотического содержания на итальянском и неаполитанском языках, выпустил поэтические сборники «Стихи» (итал. Versi di Arturo Vitale; 1871) и «Взгляды, наблюдения и зарисовки» (итал. Punti di Vista, Osservazioni e Schizzi; 1886). В 1879 году под редакцией Витали вышла книга «Сочинения и воспоминания» (итал. Scritti e ricordi) его матери Кончетты Ардиццоне (итал. Concetta Ardizzone; 1817—1857).
Сын — филолог-китаист Гвидо Витале.